# Elachista brachyelytrifoliella
Elachista brachyelytrifoliella är en fjärilsart som beskrevs av James Brackenridge Clemens, 1864. Elachista brachyelytrifoliella ingår i släktet Elachista och familjen gräsmalar, Elachistidae. Inga underarter finns listade i Catalogue of Life.